# Barrington Hills
Barrington Hills is een plaats (village) in de Amerikaanse staat Illinois, en valt bestuurlijk gezien onder Cook County, Kane County, Lake County en McHenry County.

## Demografie
Bij de volkstelling in 2000 werd het aantal inwoners vastgesteld op 3915.
In 2006 is het aantal inwoners door het United States Census Bureau geschat op 4320, een stijging van 405 (10,3%).

## Geografie
Volgens het United States Census Bureau beslaat de plaats een oppervlakte van
73,5 km², waarvan 72,2 km² land en 1,3 km² water.

## Plaatsen in de nabije omgeving
De onderstaande figuur toont nabijgelegen plaatsen in een straal van 8 km rond Barrington Hills.